# Epiphragma ocellare
Espèce
Epiphragma ocellare est une espèce d'Insectes diptères de la famille des Limoniidae et du genre Epiphragma.

## Description
Le pattern alaire est caractéristique avec les gros ocelles. Les pattes sont jaunes avec deux anneaux sombres à l'apex des fémurs. L'envergure des ailes est comprise entre environ 11 à 25 mm, les femelles étant plus grandes. Il est également possible de différencier les sexes en examinant le bout de l'abdomen.

## Bioécologie
Terrestre et continentale, l'espèce vit dans les milieux humides, habitant les forêts et leurs lisières. Elle est présente dans une zone plus restreinte de l'écozone paléarctique puisqu'elle est absente de l'Afrique et de l'Asie. Elle vit plus précisément dans le climat océanique de l'Europe, c'est-à-dire de l'Europe de l'Ouest jusqu'en Russie européenne.
L'espèce est Holométabole, possède donc une métamorphose complète de l'œuf à l'imago (adulte) ; les œufs éclosent en avril et on observe principalement les larves, les pupes et les adultes en mai et juin. Les larves se développent dans le bois pourri sec d'arbres à même le sol, sous la couche externe de l'arbre.
« In the territory of the forest zone from Transcarpathia to Primorskii Territory and the Kuril Islands, larvae were found in the pale wood of the beech, linden, aspen, elm, in the dark wood of Acer mandshuricum, the alder, and the birch. In Kunashir Island, they, in addition, inhabited the wood of Phellodendron amurense and Kalopanax septemlobum. »
— Morphological Characteristics of the Larvae and Pupae
of Epiphragma (Diptera, Limoniidae), N. P. Krivosheina

« Dans le territoire de la zone forestière allant de la Transcarpatie au kraï du Primorié et aux îles Kouriles, des larves ont été trouvées dans le bois clair du hêtre, du tilleul, du tremble, de l'orme, dans le bois foncé d’Acer mandshuricum, de l'aulne et du bouleau. Sur l'île de Kounachir, elles habitaient en outre le bois de Phellodendron amurense et de Kalopanax septemlobus. »
— traduction libre

## Systématique
Le nom valide complet (avec auteur) de ce taxon est Epiphragma ocellare (Linnaeus, 1761),.
Epiphragma ocellare a pour synonyme :
- Tipula ocellaris Linnaeus, 1761